# Trattamento testi
Il Trattamento testi (o meglio il "Trattamento testi, dati, contabilità elettronica ed applicazioni gestionali") è una disciplina che nasce con l'avvento delle nuove tecnologie e la conseguente necessità di riorganizzare l'intero lavoro d'ufficio mediante l'uso del computer. Così l'operatore deve conoscere bene lo strumento a disposizione ed essere in grado di gestire la scrittura di testi, l'elaborazione di dati (organizzati in tabelle e rappresentati mediante grafici), la gestione di archivi e la presentazione di diapositive. 

In parte la si può considerare come evoluzione di discipline quali la Dattilografia ed il Calcolo a macchina.
La disciplina è stata insegnata in alcuni rami della scuola secondaria di secondo grado in Italia fino all'avvento della riforma Gelmini.

## Storia
L'insegnamento della disciplina era impartito nel biennio degli istituti tecnici commerciali, degli istituti tecnici turistici e nei primi tre anni di studio degli istituti professionali per il commercio, sia nell'indirizzo aziendale, sia nell'indirizzo turistico.
La disciplina nasceva dal connubio fra la dattilografia e la videoscrittura, elaborando metodi che associavano agli elementi della videoscrittura le tecniche base della dattilografia ed eliminando, al contempo, altre tecniche che grazie all'avvento del PC, non avevano più ragione di esistere (correzione degli errori di battitura, scrittura gigante, trattamento di documentazioni desuete ecc...).
L'insegnamento delle tecniche della dattilografia (diteggiatura, velocità di battuta) si svolgeva su PC e non più su macchina per scrivere manuale o elettrica o elettronica. Dalla stessa dattilografia la disciplina riprendeva lo studio della redazione contenutistica e dispositiva della corrispondenza commerciale, lo studio della dinamica della fatturazione, le applicazioni di front office e di back office turistico.
Era prevista la conoscenza dei software del pacchetto Office (in particolare di Word, di Power Point e di Excel), utilizzati anche in maniera integrata e, relativamente al programma di scrittura, prevedeva lo studio particolare e molto approfondito di tutte le funzioni del programma, al fine di ottimizzare e migliorare le abilità tipiche della tecnica d'ufficio.
L'insegnamento del trattamento dei testi afferiva a due apposite classi di concorso.
Alle due suddette classi di concorso si accedeva grazie al possesso di un diploma di scuola secondaria superiore di secondo grado di carattere commerciale ovvero con un qualunque altro diploma associato a particolari titoli professionali, anche successivamente conseguiti. Le due suddette classi di concorso sono le uniche due classi della tabella A a cui si poteva accedere col solo diploma di maturità.
In tali classi di concorso sono confluiti, inoltre, a seguito di specifici corsi di riconversione, i docenti di ruolo e non di ruolo che, al momento dell'emanazione del DM 39/98, fossero in possesso di abilitazione per le seguenti classi di concorso di vecchia denominazione: A022 - Dattilografia, tecniche della duplicazione, calcolo a macchina, contabilità a macchina; A089 - Stenografia; A117 - Stenodattilografia (del resto, per tali classi di concorso, l'ultimo concorso ordinario risaliva al lontano 1984) 
A partire dal 1992, a seguito della riforma degli istituti tecnici commerciali e degli istituti professionali per il commercio che prevedeva la scomparsa dell'insegnamento della dattilografia e della stenografia (e di altre materie ad esse affini), sulla disciplina trattamento testi e dati sono confluiti i docenti delle succitate materie che, come già detto, furono inviati a corsi di riconversione professionale.
La diminuzione progressiva delle ore dedicate al trattamento dei testi e la gestione delle graduatorie provinciali dei docenti (che trattava, con canali separati, i docenti operanti negli istituti tecnici ed i docenti operanti negli istituti professionali) determinarono negli anni un esubero di docenti della materia, soprattutto di quelli operanti all'interno degli istituti tecnici e quindi una mancanza di stabilizzazione dei docenti precari, con pochissimi corsi abilitanti all'insegnamento di questa materia, destinata a scomparire a favore delle tecnologie informatiche. Con la recente revisione delle classi di concorso, le due classi A075 e A076, sono confluite nella neoclasse di concorso A066 (Trattamento testi, dati ed applicazioni. Informatica) definita  "ad esaurimento" (si suppone fino all’esaurimento dei docenti nelle G.A.E, delle graduatorie concorso docenti regionale 2018 e di tutte le fasce d’Istituto). Con l'applicazione del piano di stabilizzazione dei docenti precari (piano del 2016) i docenti delle graduatorie ad esaurimento sono stati quasi tutti assunti; rimane da chiarire la posizione dei docenti abilitati tramite percorsi speciali degli ultimi anni (2014 e ss.) presenti nella seconda fascia delle graduatorie d'Istituto, dei docenti precari di terza fascia non abilitati ma con anni di servizio e dei docenti già presenti nelle Graduatorie ad Esaurimento che non hanno presentato domanda di stabilizzazione ovvero che, pur avendola presentata, non sono rientrati nei numeri del piano di stabilizzazione.
Dopo la riforma Gelmini la docenza del trattamento dei testi è confluita nella disciplina "Informatica" (nel primo biennio e, in co-docenza con le discipline economiche, nel triennio dei nuovi Istituti Professionali per i Servizi Commerciali e nei nuovi Istituti Tecnici Economici ex I.T.C.) e nella disciplina "Tic" (all'interno del primo biennio dei nuovi Istituti Professionali). La co-docenza all'interno dei nuovi Istituti Professionali per i Servizi Commerciali è infatti prevista al fine di approfondire saperi di carattere computistico e commerciale.